# Sucevița
Sucevița falu Romániában, Bukovinában, Suceava megyében.

## Fekvése
A 4 km hosszan elhúzódó kis település a Sucevița-patak völgyében, Észak-Moldvában, a DN17A főúton délnyugatra található.

## Leírása
A faluban a népi építészet kimagasló példái láthatók. A lakóterek előtti tornácokat gyakran remekbe faragott faoszlopok tartják. A falu és környéke lakosságának népviselete nagyon szép, ünnepnapokon a helybeliek díszes öltözékben sétálnak az utakon. A falu temetőtemploma (biserica din cimitir) 1722-ben épült.

## Nevezetességek
A falu közelében emelkedik Moldva egyik legnagyszerűbb műemléke, a Sucevițai kolostor. Tágas, festői hegyekkel keretezett völgyben áll. A kolostort a Feltámadás tiszteletére szentelték. A kolostor négyszögletes alakú erődjét mintegy 3 méter széles falak és saroktornyak határolják.
Építését Grigore Ureche (1590-1647) krónikája beszélte el, mely szerint a kolostor építése a tekintélyes Movilă család tagjainak, elsősorban Gheorghe, Ieremia és Simion nevéhez fűződik, kik közül Gheorghe 1598-1605 között Radóc püspöke, majd 1605-ben Moldva metropolitája volt. Ieremia pedig 1595-ben Moldva fejedelme volt, akinek a felesége a magyar Csomortány Erzsébet volt.